# Rothevania valdivianus
Rothevania valdivianus är en stekelart som först beskrevs av Philippi 1871.  Rothevania valdivianus ingår i släktet Rothevania och familjen hungersteklar. Inga underarter finns listade i Catalogue of Life.